# Arctosa brevispina
Arctosa brevispina este o specie de păianjeni din genul Arctosa, familia Lycosidae. A fost descrisă pentru prima dată de Lessert, 1915. Conform Catalogue of Life specia Arctosa brevispina nu are subspecii cunoscute.